# Tarteletto-Isorex
Tarteletto-Isorex (Kod UCI: TIS) – belgijska zawodowa grupa kolarska założona w 2005. W 2005, 2008, 2009, 2010 i 2014 r. grupa była ekipą amatorską. W pozostałych latach, aż do obecnego roku znajduje się w dywizji UCI Continental Teams.

## Nazwa grupy w poszczególnych latach
| lata      | nazwa                     |
| --------- | ------------------------- |
| 2005      | Colba-Monte Carlo         |
| 2006      | Yawadoo-Colba-ABM         |
| 2007      | Yawadoo-ABM-TV-Vlaanderen |
| 2008–2009 | Colba-Yawadoo-ABM         |
| 2010      | Colba-Mercury-Dourphonie  |
| 2011      | Colba-Mercury             |
| 2012–2015 | Colba-Superano Ham        |
| 2015–2016 | Superano Ham-Isorex       |
| od 2017   | Tarteletto-Isorex         |

## Sezony

### 2024

#### Skład
| Skład drużyny 2024      | Skład drużyny 2024   | Skład drużyny 2024 | Skład drużyny 2024               |
| Imię i nazwisko         | Data urodzenia       | Państwo            | Poprzednia grupa                 |
| ----------------------- | -------------------- | ------------------ | -------------------------------- |
| Robbe Claeys            | 13 listopada 2000    | Belgia             | Acrog-Tormans/Balen BC (2022)    |
| Ewout De Keyser         | 12 maja 2001         | Belgia             |                                  |
| Maxime De Poorter       | 21 kwietnia 1996     | Belgia             | EC Saint-Étienne Loire (2019)    |
| Torsten Demeyere        | 17 kwietnia 1998     | Belgia             |                                  |
| Timothy Dupont          | 1 listopada 1987     | Belgia             | Bingoal Pauwels Sauces WB (2022) |
| Bo Godart               | 31 sierpnia 1998     | Belgia             | XSpeed United Continental (2022) |
| Jonas Goeman            | 15 lutego 1993       | Belgia             |                                  |
| Thomas Joseph           | 6 grudnia 1996       | Belgia             | Minerva Cycling Team (2022)      |
| Gianni Marchand         | 1 czerwca 1990       | Belgia             | Cibel (2019)                     |
| Jacob Relaes            | 18 maja 1996         | Belgia             | Cibel (2019)                     |
| Arne Santy              | 20 października 2000 | Belgia             |                                  |
| Peder Dahl Strand       | 10 stycznia 2000     | Norwegia           | TVK Elite (2021)                 |
| Alex Vandenbulcke       | 25 listopada 2001    | Belgia             |                                  |
| Mauro Verwilt           | 11 czerwca 2000      | Belgia             |                                  |
|                         |                      |                    |                                  |
| Źródło: ProCyclingStats |                      |                    |                                  |

#### Zwycięstwa
| Zwycięstwa | Zwycięstwa               | Zwycięstwa | Zwycięstwa | Zwycięstwa     | Zwycięstwa |
| Data       | Wyścig                   | Państwo    | Kategoria  | Zwycięzca      |            |
| ---------- | ------------------------ | ---------- | ---------- | -------------- | ---------- |
| 8 lut      | Tour of Antalya, 1. etap | Turcja     | 2.1        | Timothy Dupont |            |

### 2023

#### Skład
| Skład drużyny 2023                        | Skład drużyny 2023   | Skład drużyny 2023 | Skład drużyny 2023                    |
| Imię i nazwisko                           | Data urodzenia       | Państwo            | Poprzednia grupa                      |
| ----------------------------------------- | -------------------- | ------------------ | ------------------------------------- |
| Len De Pauw                               | 16 maja 2000         | Belgia             | Urbano-Vulsteke Cycling Team (2022)   |
| Maxime De Poorter                         | 21 kwietnia 1996     | Belgia             | EC Saint-Étienne Loire (2019)         |
| Torsten Demeyere                          | 17 kwietnia 1998     | Belgia             |                                       |
| Timothy Dupont                            | 1 listopada 1987     | Belgia             | Bingoal Pauwels Sauces WB (2022)      |
| Jonas Geens                               | 4 stycznia 1999      | Belgia             |                                       |
| Bo Godart                                 | 31 sierpnia 1998     | Belgia             | XSpeed United Continental (2022)      |
| Andreas Goeman                            | 7 sierpnia 1999      | Belgia             | Telenet-Baloise Lions (2020)          |
| Thomas Joseph                             | 6 grudnia 1996       | Belgia             | Minerva Cycling Team (2022)           |
| Gianni Marchand                           | 1 czerwca 1990       | Belgia             | Cibel (2019)                          |
| Jacob Relaes                              | 18 maja 1996         | Belgia             | Cibel (2019)                          |
| Brent Van De Kerkhove                     | 12 października 1994 | Belgia             | Pauwels Sauzen-Vastgoedservice (2017) |
| Alex Vandenbulcke                         | 25 listopada 2001    | Belgia             |                                       |
| Kobe Vanoverschelde                       | 19 września 1987     | Belgia             |                                       |
| Thibau Verhofstadt                        | 16 sierpnia 1998     | Belgia             |                                       |
| Mauro Verwilt                             | 11 czerwca 2000      | Belgia             |                                       |
| Alessio de Maere (1 sie–31 gru, stażysta) | 23 kwietnia 2002     | Belgia             |                                       |
|                                           |                      |                    |                                       |
| Źródło: ProCyclingStats                   |                      |                    |                                       |

#### Zwycięstwa
| Zwycięstwa   | Zwycięstwa                                   | Zwycięstwa | Zwycięstwa | Zwycięstwa     | Zwycięstwa |
| Data         | Wyścig                                       | Państwo    | Kategoria  | Zwycięzca      |            |
| ------------ | -------------------------------------------- | ---------- | ---------- | -------------- | ---------- |
| 4 maj        | Tour of Greece, 2. etap                      | Grecja     | 2.1        | Timothy Dupont |            |
| 28 maja 2023 | Tour de la Mirabelle, klasyfikacja generalna | Francja    | 2.2        | Jonas Geens    |            |
| 9 lip        | Tour of Qinghai Lake, 1. etap                | Chiny      | 2.Pro      | Timothy Dupont |            |
| 16 lip       | Tour of Qinghai Lake, 8. etap                | Chiny      | 2.Pro      | Timothy Dupont |            |

### 2022

#### Skład
| Skład drużyny 2022      | Skład drużyny 2022   | Skład drużyny 2022 | Skład drużyny 2022                    |
| Imię i nazwisko         | Data urodzenia       | Państwo            | Poprzednia grupa                      |
| ----------------------- | -------------------- | ------------------ | ------------------------------------- |
| Maxime De Poorter       | 21 kwietnia 1996     | Belgia             | EC Saint-Étienne Loire (2019)         |
| Torsten Demeyere        | 17 kwietnia 1998     | Belgia             |                                       |
| Jeroen Eyskens          | 4 kwietnia 1993      | Belgia             | EvoPro Racing (2021)                  |
| Andreas Goeman          | 7 sierpnia 1999      | Belgia             | Telenet-Baloise Lions (2020)          |
| Jarno Jordens           | 10 maja 2000         | Belgia             |                                       |
| Sander Lemmens          | 8 grudnia 1999       | Belgia             |                                       |
| Gianni Marchand         | 1 czerwca 1990       | Belgia             | Cibel (2019)                          |
| Jacob Relaes            | 18 maja 1996         | Belgia             | Cibel (2019)                          |
| Lennert Teugels         | 9 kwietnia 1993      | Belgia             | Cibel (2019)                          |
| Elias Van Breussegem    | 10 kwietnia 1992     | Belgia             | Verandas Willems-Crelan (2018)        |
| Brent Van De Kerkhove   | 12 października 1994 | Belgia             | Pauwels Sauzen-Vastgoedservice (2017) |
| Kobe Vanoverschelde     | 19 września 1987     | Belgia             |                                       |
| Thibau Verhofstadt      | 16 sierpnia 1998     | Belgia             |                                       |
| Marius Wold             | 16 lipca 1998        | Norwegia           | Joker Fuel of Norway (2020)           |
|                         |                      |                    |                                       |
| Źródło: ProCyclingStats |                      |                    |                                       |

#### Zwycięstwa
| Zwycięstwa          | Zwycięstwa                           | Zwycięstwa           | Zwycięstwa | Zwycięstwa      | Zwycięstwa |
| Data                | Wyścig                               | Państwo              | Kategoria  | Zwycięzca       |            |
| ------------------- | ------------------------------------ | -------------------- | ---------- | --------------- | ---------- |
| 17 kwi              | Belgrad-Banja Luka, 5. etap          | Bośnia i Hercegowina | 2.1        | Andreas Goeman  |            |
| 29 kwi              | Tour of Greece, 3. etap              | Grecja               | 2.1        | Lennert Teugels |            |
| 29 wrz              | Tour of Iran, 1. etap                | Iran                 | 2.1        | Gianni Marchand |            |
| 1 paź               | Tour of Iran, 3. etap                | Iran                 | 2.1        | Lennert Teugels |            |
| 3 paź               | Tour of Iran, etap                   | Iran                 | 2.1        | Andreas Goeman  |            |
| 3 października 2022 | Tour of Iran, klasyfikacja generalna | Iran                 | 2.1        | Gianni Marchand |            |

### 2021

#### Skład
| Skład drużyny 2021      | Skład drużyny 2021   | Skład drużyny 2021 | Skład drużyny 2021                    |
| Imię i nazwisko         | Data urodzenia       | Państwo            | Poprzednia grupa                      |
| ----------------------- | -------------------- | ------------------ | ------------------------------------- |
| Gil D'Heygere           | 30 marca 1998        | Belgia             | GM Recycling Team (2020)              |
| Stijn De Bock           | 30 września 1993     | Belgia             | Canyon DHB p/b Bloor Homes (2019)     |
| Alfdan De Decker        | 9 września 1996      | Belgia             | Circus-Wanty Gobert (2020)            |
| Maxime De Poorter       | 21 kwietnia 1996     | Belgia             | EC Saint-Étienne Loire (2019)         |
| Andreas Goeman          | 7 sierpnia 1999      | Belgia             | Telenet-Baloise Lions (2020)          |
| Thomas Joseph           | 6 grudnia 1996       | Belgia             | Marlux-Bingoal (2018)                 |
| Gianni Marchand         | 1 czerwca 1990       | Belgia             | Cibel (2019)                          |
| Jacob Relaes            | 18 maja 1996         | Belgia             | Cibel (2019)                          |
| Ylber Sefa              | 11 lutego 1991       | Albania            | Asfra Racing Team (2017)              |
| Lennert Teugels         | 9 kwietnia 1993      | Belgia             | Cibel (2019)                          |
| Elias Van Breussegem    | 10 kwietnia 1992     | Belgia             | Verandas Willems-Crelan (2018)        |
| Brent Van De Kerkhove   | 12 października 1994 | Belgia             | Pauwels Sauzen-Vastgoedservice (2017) |
| Julien Van Den Brande   | 6 stycznia 1995      | Belgia             | EFC-L&R-Vulsteke (2018)               |
| Thibau Verhofstadt      | 16 sierpnia 1998     | Belgia             |                                       |
| Enzo Wouters            | 21 marca 1996        | Belgia             | Lotto-Soudal (2019)                   |
|                         |                      |                    |                                       |
| Źródło: ProCyclingStats |                      |                    |                                       |

#### Zwycięstwa
| Zwycięstwa | Zwycięstwa                                       | Zwycięstwa | Zwycięstwa | Zwycięstwa           | Zwycięstwa |
| Data       | Wyścig                                           | Państwo    | Kategoria  | Zwycięzca            |            |
| ---------- | ------------------------------------------------ | ---------- | ---------- | -------------------- | ---------- |
| 19 cze     | Mistrzostwa Albanii – jazda indywidualna na czas | Albania    | CN         | Ylber Sefa           |            |
| 21 cze     | Mistrzostwa Albanii – start wspólny              | Albania    | CN         | Ylber Sefa           |            |
| 26 wrz     | Dorpenomloop Rucphen                             | Holandia   | 1.2        | Elias Van Breussegem |            |

### 2020

#### Skład
| Skład drużyny 2020                      | Skład drużyny 2020 | Skład drużyny 2020 | Skład drużyny 2020                  |
| Imię i nazwisko                         | Data urodzenia     | Państwo            | Poprzednia grupa                    |
| --------------------------------------- | ------------------ | ------------------ | ----------------------------------- |
| Jordy Bouts                             | 8 sierpnia 1996    | Belgia             | EFC-L&R-Vulsteke (2019)             |
| Stijn De Bock                           | 30 września 1993   | Belgia             | Canyon DHB p/b Bloor Homes (2019)   |
| Maxime De Poorter                       | 21 kwietnia 1996   | Belgia             | EC Saint-Étienne Loire (2019)       |
| Daniel Gardner                          | 6 marca 1996       | Wielka Brytania    | An Post-ChainReaction (2017)        |
| Jonas Goeman                            | 15 lutego 1993     | Belgia             |                                     |
| Thomas Joseph                           | 6 grudnia 1996     | Belgia             | Marlux-Bingoal (2018)               |
| Gerben Kuypers (1 sie–31 gru, stażysta) | 1 lutego 2000      | Belgia             |                                     |
| Gianni Marchand                         | 1 czerwca 1990     | Belgia             | Cibel (2019)                        |
| Jacob Relaes                            | 18 maja 1996       | Belgia             | Cibel (2019)                        |
| Ylber Sefa                              | 11 lutego 1991     | Albania            | Asfra Racing Team (2017)            |
| Lennert Teugels                         | 9 kwietnia 1993    | Belgia             | Cibel (2019)                        |
| Elias Van Breussegem                    | 10 kwietnia 1992   | Belgia             | Verandas Willems-Crelan (2018)      |
| Julien Van Den Brande                   | 6 stycznia 1995    | Belgia             | EFC-L&R-Vulsteke (2018)             |
| Michael Van Staeyen                     | 13 sierpnia 1988   | Belgia             | Roompot-Charles (2019)              |
| Maxime Vantomme                         | 8 marca 1986       | Belgia             | WB-Aqua Protect-Veranclassic (2018) |
| Enzo Wouters                            | 21 marca 1996      | Belgia             | Lotto-Soudal (2019)                 |
|                                         |                    |                    |                                     |
| Źródło: ProCyclingStats                 |                    |                    |                                     |

#### Zwycięstwa
| Zwycięstwa | Zwycięstwa                                       | Zwycięstwa | Zwycięstwa | Zwycięstwa | Zwycięstwa |
| Data       | Wyścig                                           | Państwo    | Kategoria  | Zwycięzca  |            |
| ---------- | ------------------------------------------------ | ---------- | ---------- | ---------- | ---------- |
| 20 sie     | Mistrzostwa Albanii – jazda indywidualna na czas | Albania    | CN         | Ylber Sefa |            |
| 23 sie     | Mistrzostwa Albanii – start wspólny              | Albania    | CN         | Ylber Sefa |            |

### 2019

#### Skład
| Skład drużyny 2019               | Skład drużyny 2019   | Skład drużyny 2019 | Skład drużyny 2019                        |
| Imię i nazwisko                  | Data urodzenia       | Państwo            | Poprzednia grupa                          |
| -------------------------------- | -------------------- | ------------------ | ----------------------------------------- |
| David Boucher                    | 17 marca 1980        | Belgia             | Pauwels Sauzen-Vastgoedservice (2017)     |
| Bryan Boussaer                   | 19 listopada 1996    | Belgia             |                                           |
| Jelle Cant                       | 19 czerwca 1992      | Belgia             | ERA Real Estate-Circus (2017)             |
| Arne De Groote (1 sty–26 lip)    | 2 kwietnia 1997      | Belgia             | Baguet-MIBA Poorten-Indulek-Derito (2017) |
| Niels De Rooze                   | 6 września 1992      | Belgia             |                                           |
| Floris Gerts (1 sty–8 sie)       | 3 maja 1992          | Holandia           | Roompot-Nederlandse Loterij (2018)        |
| Jonas Goeman                     | 15 lutego 1993       | Belgia             |                                           |
| Thomas Joseph                    | 6 grudnia 1996       | Belgia             | Marlux-Bingoal (2018)                     |
| Jelle Mannaerts (1 sty–26 lip)   | 14 października 1991 | Belgia             | Verandas Willems (2014)                   |
| Kiriłł Pozdniakow (1 sty–16 cze) | 20 stycznia 1989     | Azerbejdżan        | Synergy Baku Cycling Project (2018)       |
| Ylber Sefa                       | 11 lutego 1991       | Albania            | Asfra Racing Team (2017)                  |
| Abram Stockman                   | 31 lipca 1996        | Belgia             |                                           |
| Michiel Stockman                 | 31 lipca 1996        | Belgia             |                                           |
| Polichronis Dzordzakis           | 3 stycznia 1989      | Grecja             | RTS-Monton Racing (2017)                  |
| Elias Van Breussegem             | 10 kwietnia 1992     | Belgia             | Verandas Willems-Crelan (2018)            |
| Julien Van Den Brande            | 6 stycznia 1995      | Belgia             | EFC-L&R-Vulsteke (2018)                   |
| Jordi Van Dingenen               | 18 czerwca 1996      | Belgia             | Home Solution-Anmapa-Soenens (2018)       |
| Maxime Vantomme                  | 8 marca 1986         | Belgia             | WB-Aqua Protect-Veranclassic (2018)       |
|                                  |                      |                    |                                           |
| Źródło: ProCyclingStats          |                      |                    |                                           |

## Ważniejsze sukcesy

### 2018
- Mistrz Albanii w wyścigu ze startu wspólnego: Ylber Sefa
- Mistrz Grecji w wyścigu ze startu wspólnego: Polychronis Tzortzakis
- 3. miejsce w Tro-Bro Léon, Jelle Mannaerts
- 7. miejsce w Grote Prijs Marcel Kint, Jelle Mannaerts
- 8. miejsce w Heistse Pijl, Jelle Mannaerts
- 9. miejsce w Ronde van Limburg, Jelle Mannaerts

### 2017
- 1. miejsce w Tour of Iran (Azarbaijan), Rob Ruijgh
- 6. miejsce w Nationale Sluitingprijs, Jelle Mannaerts
- 9. miejsce w Handzame Classic, Jelle Mannaerts
- 9. miejsce w Omloop van het Houtland, Jelle Mannaerts

### 2016
- 9. miejsce w Handzame Classic, Jelle Mannaerts

### 2015
- 6. miejsce w Nationale Sluitingprijs, Jelle Mannaerts